# 三浦数馬
三浦 数馬（みうら かずま、1979年7月18日 - ）は、日本の元プロボクサー。青森県弘前市出身。第33代日本スーパーバンタム級王者。ドリームボクシングジム所属。東洋大学卒業。ストレートが武器の技巧派ボクサー。ボクシングスタイルは変則の右ボクサーファイター。ニックネームは「SWEET」。現在は母校である東洋大学でボクシング部の監督を務めている。

## 来歴
青森県立弘前実業高等学校でボクシングを始め、インターハイベスト8（敗れた相手は臼井欽士郎）。高校卒業後、東洋大学に進学し、東洋大学ボクシング部では主将を務め、関東大学ボクシングリーグ（2部）で活躍した。関東大学ボクシングリーグ戦では後のWBC世界バンタム級王者山中慎介とも対戦しており勝利している。大学卒業後、会社員を経てドリームジムに入門。
2003年2月28日、後楽園ホールでスーパーバンタム級でプロデビュー戦。寺西康太郎（レパード玉熊）を2RTKOで下し白星でスタート。その後2004年11月17日の松本陽一（白井・具志堅）との対戦まで5連勝4KOを重ねる。
2006年4月20日、日本バンタム級10位の小林祐生（トクホン真闘）とスーパーバンタム級で再起戦を行い8R判定勝ちを収めた。これにより日本バンタム級7位にランクインした。
2007年10月8日、その後4連勝でスーパーバンタム級5位となり、同1位にして元日本王者の木村章司（花形）に挑むも10R判定引分で連勝ストップとなった。
2008年5月25日、1戦1勝後青森県弘前市で20年ぶりとなるプロボクシング興行で福島学（花形）との試合。3Rに偶然のバッティングで、福島の左眉から出血し負傷ドローで2引分目となった。
2008年10月4日、日本スーパーバンタム級王者下田昭文（帝拳）に挑戦。8R負傷判定により、王座を獲得した。
2009年2月25日、初防衛戦は1位の木村章司との再戦となったが2RKOで初黒星を喫し、王座を失った。
2009年7月3日、日本タイトル挑戦権獲得トーナメントスーパーバンタム級準決勝で日本同級4位として同5位の田内絹人（横浜光）と対戦。2度のダウンを奪われ、0-0の判定引分で敗者扱いとなった。7月13日、ブログ上で引退を表明した。

## 戦績
- アマチュアボクシング：37戦20勝（6KO・RSC）17敗
- プロボクシング：16戦12勝（5KO）1敗（1KO）3分